# Clock Tower 3
Clock Tower 3 (クロックタワー３ Kurokku Tawā 3?) es un videojuego de terror y es la cuarta entrega de la saga Clock Tower por Capcom. El juego fue lanzado en Norteamérica el 18 de marzo de 2003, y fue desarrollado por Sunsoft, únicamente para la consola PlayStation 2. Los tres juegos anteriores a la saga, Clock Tower: The First Fear, Clock Tower and Clock Tower II: The Struggle Within, fueron desarrollados por Human Entertainment y publicados por ASCII Entertainment y Agetec Incorporated. Clock Tower 3 es el primer juego de la serie en incorporar el control directo sobre el protagonista, a diferencia de los juegos anteriores que era de apuntar y hacer clic. Clock Tower 3 es también el primer juego de la serie en no presentar múltiples finales. Este fue el primer y único juego que será dirigido por el renombrado director de cine, Kinji Fukasaku.

## Historia
Alyssa Hamilton, de 14 años de edad, quien ha estado viviendo en un internado, recibe una extraña carta de su madre, Nancy Hamilton. Esta carta dice que Alyssa se ocultara hasta que su decimoquinto cumpleaños pase. Alyssa, preocupada por la extraña carta, decide ir en contra de los deseos de su madre y regresar a su casa de la infancia, una casa de huéspedes. Cuando llega, su madre no se encuentra y la otra persona viviendo en la casa es un extraño hombre misterioso, conocido como el Dark Gentleman. Éste le da advertencias y pistas a Alyssa sobre el destino de su madre.
Aunque asustada, Alyssa está decidida a encontrar a su madre. Ella explora la casa y encuentra un frasco de agua bendita junto con símbolos extraños en las puertas que solamente el agua sagrada puede romper. Finalmente, su búsqueda la lleva a la habitación de su madre, donde un piano comienza a sonar, pero ella no sabe de donde proviene el sonido. Aterrorizada, Alyssa sale corriendo de la habitación y al salir es transportada en el tiempo a Londres, alrededor de la Segunda Guerra Mundial. Al estar allí, ella comienza a explorar la ciudad, la cual estaba siendo bombardeada (en el año 1942). Su búsqueda la lleva a una sastrería, donde ella es testigo del brutal asesinato de una niña. El delito es perpetrado por un misterioso hombre blandiendo un martillo, este se da cuenta de Alyssa, y comienza una búsqueda obsesionada por ella. Alyssa huye, y es perseguida por espíritus furiosos; de los cuales devolviéndoles ciertos artículos a los espíritus, estos se calman y Alyssa es capaz de hacer que ellos consigan su descanso. Finalmente, las piezas comienzan a encajar y Alyssa comienza a comprender: May Norton, de 12 años de edad, era una niña pianista prodigio que fue brutalmente asesinada en la víspera de Navidad por un loco con un martillo. Devolviéndole a la niña un reloj de bolsillo el alma de la niña (May Norton) podrá descansar. Esto rompe el poder de Sledgehammer (el hombre del martillo), quien perseguía a Alyssa. 
El frasco de agua bendita que se había encontrado se convierte en un arco, y con el arco destruye al villano. El espíritu de May se reúne con su padre, y los dos dan gracias a Alyssa mientras ascienden al cielo y Alyssa recibe una parte de un colgante.
Ella entonces se despierta sobre la cama, creyendo que era un sueño hasta que su amigo de niñez, Dennis, llama sobre la ventana, colgando sobre el alféizar. Alyssa entonces le ayuda, luego, Dennis da la llave de Dick Hamilton a Alyssa, dado de su madre. Y se sorprende aún más, cuando se entera de que su viaje a Londres, no fue un sueño. Más adelante, prosigue la búsqueda de su madre, averiguando cosas sobre su familia. Cuando Alyssa regresa a la habitación de su madre, Nancy.  Descubrirá que esa habitación escondía otra más dentro de si, donde había un portal en el suelo que debía ser llenado con agua bendita y que te permitía trasladarte hasta otra fecha, donde Alyssa continuara su búsqueda topándose con más asesinos iguales o peores que el anterior para descubrir cosas sobre su familia que la dejaran impactada. Y llegar finalmente al autor de esta conspiración y estos sucesos paranormales.

## Personajes
- Alyssa Hamilton: La protagonista de Clock Tower 3. Hija de Philip y Nancy Hamilton. Nieta de Dick Hamilton y Francesca. Ella por herencia sanguínea, es una Rooder, está destinada a librar espíritus sin descanso, resolver asuntos del otro mundo y condenar a despiadados subordinados por sus crímenes... Ella, con el tiempo empezará a descubrir secretos impactantes sobre la torre del reloj, relacionados con su familia y también con su cumpleaños número quince.
- Dick Hamilton: Abuelo desaparecido de Alyssa. Él es el gran culpable de todo lo que ha pasado, desde el surgimiento de Lord Burroughs hasta la torre del reloj. Quien cegado por el poder deseaba fusionarse con Alyssa, gracias al ritual de compromiso, cuando su nieta tuviese a la edad de 15 años. Dick viajó por todos lados buscando el castillo Burroughs, pero se enteró de que el castillo estaba en la misma mansión Hamilton, y además supo de la noticia de que él tenía una conexión sanguínea con el mismísimo Lord Darcy Burroughs, y por eso que el castillo está en el mismo lugar donde se ubica la mansión Hamilton, no es coincidencia.
- Nancy Hamilton: La madre de Alyssa, e hija de Dick y Francesca. Ella fue asesinada por "el picador" (Chopper). Ella será la razón de Alyssa de su incansable búsqueda. Nancy intentara ayudar por lo posible a Alyssa para darle pistas de como encontrarla. Al final su cuerpo se ve convertido en piedra por Lord Burroughs, y descansa en paz gracias a la intervención de Alyssa a través del objeto sentimental, una medalla de trébol de 4 hojas que Nancy regalo a Alyssa cuando era bebé, (el cuerpo de piedra de Nancy tenía la última pieza). Ella también no estaba de acuerdo con criar a Alyssa como una Rooder, al igual que Philip, su esposo, el cual es asesinado a causa de opinar eso abiertamente.
- Dennis Owen: Mejor amigo en la escuela primaria de Alyssa. El acompañara a Alyssa durante la búsqueda de Nancy. Alyssa le salva la vida en una parte del juego. Ya que los gemelos de las tijeras estaban a punto de cortarlo por la mitad en una mazmorra, a cambio de que Alyssa entregara su corazón para el ritual de compromiso. Es una buena persona, de acento británico, muy divertido. Siempre dispuesto a subirle el ánimo a su amiga apenada amiga Alyssa cuando esta en sus peores momentos. Él tiene una hermana llamada Lisa, la cual muere, pero se desconoce si es que Dennis está al tanto de eso. Al final, él ayuda a Alyssa cuando hábilmente atrapa la última pieza del trébol para derrotar a Lord Darcy Burroughs. 
- "SledgeHammer": Más conocido como el "loco del martillo". Es el autor de la muerte de 26 personas, incluida la pequeña May Norton. Como su nombre lo dice, este subordinado asesina con un gran y pesado mazo, asestando con un golpe fatal a sus indefensas víctimas y rompiéndoles el cráneo. Su nombre real es Robert Morris de 32 años, un humilde trabajador en un taller de cantería, cuando es poseído por un ente, él enloquece y asesina a sus 5 compañeros de trabajo con el mismo martillo, en el momento de ser ejecutado en el pueblo, toda la gente pensó que terminaría "la pesadilla", pero solo era el comienzo... este regresa otra vez, dejando registros de crímenes similares. Él no suele hablar mucho, pero siempre grita el nombre de "Alyssa" de una forma muy grave y ronca. Es sentenciado por Alyssa al igual que todos los demás.
- "Corroder": Más conocido como "El Corrosivo". El número de sus víctimas llega a 31 muertes, contando con Dorothy y Albert Rand. Este asesino, en particular, gana el premio en "maldad" ya que cuando Alyssa le tira agua bendita (en defensa propia), se llega a incendiar temporalmente, a diferencia de los demás que solo sufren, dando a entender su maldad pura. El "Corrosivo" como su nombre lo cuenta, usa un retorcido método de homicidio, usando Ácido Sulfúrico a través de un sistema creado por el mismo, dejando a su víctima sin ojos, para después tomarlas y sumergirlas en un barril de Ácido. Su nombre real es John Haigh, un hombre responsable de la muerte de varios pensionistas en Londres. Su original propósito era por dinero, pero su objetivo cambia al ser poseído por un "ente". Es sentenciado por Alyssa al igual que todos los demás.
- "Chopper": Más conocido como "El picador". Él usa un par hachas para asesinar a sus víctimas, y su total de muchachas asesinadas es de 44, incluida Nancy Hamilton, la madre de Alyssa. Su nombre real era Harold Powell, es un hombre que sufrió deformaciones en el rostro desde que era joven. Cuando declaró estar enamorado a la mujer que le gustaba, ésta, le rechazo y él se sumergió en una profunda depresión, además de la rabia que sentía en el momento, lo que facilitó el acceso de un "ente" a su cuerpo. Desde ese momento, que el empezó a asesinar mujeres jóvenes con el propósito de vengarse por su romance frustrado. Es sentenciado por Alyssa al igual que todos los demás.
- "Scissor Twins": Más conocidos como los "gemelos de las tijeras", son dos subordinados poseídos por un ente realmente maligno y de mucha antigüedad. Sus nombres reales son Jemina con 22 víctimas y Ralph con 37 víctimas, y además tuvieron un homicidio frustrado, ya que Alyssa Hamilton salvo a Dennis Owen de ser cortado en 2 mitades por los gemelos. Estos eran directos servidores de un hombre malvado (No revelare la identidad), quienes le obedecían todas las órdenes que él diera, y cuando había que asesinar a alguien, lo hacían con gusto. Su maldad espontánea y natural les facilitó ser poseídos por un ente. Jemina y Ralph a pesar de ser unos despiadados asesinos, aún conservan una característica humana, que es el afecto entre ellos mismos, pues son muy unidos y ambos se guardan confianza mutuamente. Los dos son sentenciados por Alyssa.
- May Norton: Hija de William Norton, Es una niña pianista prodigio de 12 años, quien se inscribió en el concurso de piano anual para ganar el primer lugar. Estaban todas las condiciones para que ganara, pero un error en su nota lo cambiaría todo. Es asesinada por SledgeHammer, por el hecho de estar sola e indefensa, ya que, su padre estaba participando en la guerra, dejándola vulnerable. Se puede ver a su fantasma tocando la celebre interpretación de "Chopin" mientras se lamenta y llora. Con la llegada de Alyssa, May y William a través del "objeto sentimental" (reloj de bolsillo) pueden reencontrarse y descansar al fin en paz.
- William Norton: Padre de May Norton. Este hombre murió cuando un proyectil le llegó en plena batalla. Él se sentía terrible por dejar a su querida hija sola, ya que era un soldado en activo tenía por obligación regresar al frente de batalla. Con la llegada de Alyssa, May y William a través del "objeto sentimental" (reloj de bolsillo) pueden reencontrarse y descansar al fin en paz.
- Dorothy Rand: Una anciana de 62 años, que recibe un supuesto pariente lejano que necesitaba donde hospedar (Según él), Al final Dorothy le cree su historia y lo acepta con los brazos abiertos como huésped en su casa. Ella es madre de Albert y a pesar de ser ciega, finge estar bien para no ser un estorbo para su hijo, Albert, quien trabaja todo el día. Ella es una madre cariñosa, pero le apena tener que ser "una carga" para su hijo. Al final es asesinada igual que su hijo por el "pariente lejano", quien resultó ser ni más ni menos que "El Corrosivo". Ambos mueren de la misma forma, quedan sin ojos y condenados a buscarse en vano por toda la eternidad... Alyssa libra el espíritu de Dorothy y Albert, quienes al fin descansan en paz gracias al objeto sentimental (El Chal que Albert le hizo a Dorothy). 
- Albert Rand: Es un hombre responsable y amable con todos, quien trabaja como un humilde juguetero. Es hijo de Dorothy, a quien ama mucho. Un día llega un tipo que se hacía llamar John Haigh, un supuesto "pariente lejano", pero a Albert sospechaba que se tramaba algo. Hubo un momento sentimental donde Albert le regala un chal creado por el mismo para Dorothy, en ese mismo momento, es asesinado brutalmente por el famoso "Corrosivo", del que la prensa tanto hablaba. Es así como su espíritu busca a su madre vagando por toda la eternidad. Finalmente Alyssa libra el espíritu de Dorothy y Albert quienes al fin descansan en paz gracias al objeto sentimental (El Chal que Albert le hizo a Dorothy). 
- Lord Burroughs: El último villano del juego y el más significativo. Quien tentó de poder a Dick con la promesa de hacerlo un ente si lo hacía resurgir. Este enemigo se encuentra en la torre del reloj, y es el enemigo más difícil del juego. Es el ancestro/antepasado de Dick, quien se obsesiona con el poder. Lord Burroughs cobra 115 vidas con sus manos (Es el subordinado con más asesinatos realizados en el juego). Su vida estaba llena de odio hacia la gente, y siempre realizaba nuevos asesinatos con ayuda de sus sirvientes Jemina y Ralph, y otros sirvientes de un rango más bajo (en comparación). Estaba casado con Natalya Hamilton y era padre Annabel, la cual amaba mucho. Por eso Lord Darcy, le dejó de herencia todas sus tierras cuando él fallezca. Pero Lord Darcy Burroughs cumple 50 años y empieza a tenerle miedo a la muerte. Se entera de un ritual de compromiso, el cual le ayudaba a vivir eternamente como un ente... Pero tenía un precio muy caro. Annabel fallece por un accidente de coche y Darcy no puede alcanzar su objetivo, su rabia era tan grande que inicia una masacre innecesaria a causa de su rabia.
- Dark Gentleman: Este hombre es un subordinado, venido de una leyenda urbana. El quería fusionarse con Alyssa para ser un nuevo ente. Pareciera ser que él y Dick Hamilton son lo mismo. Quienes planeaban fusionarse con Alyssa, gracias al ritual de compromiso en el momento que Alyssa cumpliera 15 años... Finalmente Dark Gentleman/Dick Hamilton logran hacer surgir a Lord Burroughs además de traer devuelta los otros entes. Era un inquilino de la mansión, o eso es lo que le dijo a Alyssa.
- Lisa Owen: Hermana de Dennis. Ella trabajaba en un campamento de enfermería en África, sanando gente. Jemina, una de los subordinados, imita el cuerpo de Lisa para poder ganarse la confianza de Alyssa y Owen. En la segunda sala del hospital, puedes apreciar a una enfermera, asesinada. Se sospecha que el cadáver en el suelo, es de Lisa, pero eso no es del todo oficial. El "ítem sentimental" de Lisa, es una foto de ella y su hermano cuando eran pequeños.
- Philip: Padre de Alyssa y esposo de Nancy... Es asesinado por Dick Hamilton en un ataque de furia, al negar que Alyssa fuese criada como una "Rooder".(Se dice que Chopper Alias "el picador" facilitó su muerte, volteando delicadamente un hacha en la zona de aterrizaje) Se desconoce más de este personaje, solo se ve cuando es asesinado. En una habitación de la mansión, aparece el nombre de Philip en la placa de su puerta.
- Francesca: Esposa de Dick, madre de Nancy y abuela de Alyssa. Se desconoce de ella, solo es mencionada en el diario de Dick Hamilton.
- Annabel: Hija de Lord Darcy, la cual fallece en un accidente de carro. Hija de Darcy Burroughs y Natalya.

## Juego
Mientras vas en el juego, tomas el papel de Alyssa en su búsqueda para encontrar a su madre y salvarse de los subordinados o jefes de cada nivel. 
En el juego te vas dando cuenta a través de las notas, diarios, periódicos de que tu eres una Rooder y tienes que vencer a los Ente así como a los Suborbinados y ayudar a los fantasmas que tienen asuntos pendientes en el mundo, cuando los ayudas ellos te recompensan con algún objeto que te servirá en el juego. El proceso en el juego implica encontrar ciertos elementos para abrir nuevas áreas.
Alyssa no tiene energía de vida, sino que tiene un "medidor de pánico", cuando el medidor de pánico está lleno Alyssa queda paralizada, solo puede correr y si te golpean cuando estas en pánico Alyssa muere.
O sea que no hay pelea, tu solo huyes de los subordinados, los cuales tienen habilidades especiales y únicas de cada uno, aunque hay un habilidad que la tienen todos los subordinados: pueden teletransportarse.
Solo te puedes esconder en los armarios, camas, y otros muebles para que tu "medidor de pánico" disminuya y así no tengas riesgos de morir en el intento. Puedes defenderte con agua bendita, la cual extraes de jarras o fuentes de león y tienes una capacidad de almacenar limitada, pero el rellenado del agua es ilimitado. Cuando se te acaba tu ración de agua, debes volver para tener más. En los perseguidores o fantasmas no es tan eficaz, pero te da tiempo para escapar.